# Municipio de Espelie
El municipio de Espelie (en inglés: Espelie Township) es un municipio ubicado en el condado de Marshall en el estado estadounidense de Minnesota. En el año 2010 tenía una población de 39 habitantes y una densidad poblacional de 0,34 personas por km².

## Geografía
El municipio de Espelie se encuentra ubicado en las coordenadas 48°13′38″N 95°39′29″O / 48.22722, -95.65806. Según la Oficina del Censo de los Estados Unidos, el municipio tiene una superficie total de 115.56 km², de la cual 115,56 km² corresponden a tierra firme y (0 %) 0 km² es agua.

## Demografía
Según el censo de 2010, había 39 personas residiendo en el municipio de Espelie. La densidad de población era de 0,34 hab./km². De los 39 habitantes, el municipio de Espelie estaba compuesto por el 94,87 % blancos, el 2,56 % eran asiáticos y el 2,56 % eran de una mezcla de razas. Del total de la población el 12,82 % eran hispanos o latinos de cualquier raza.